# Les Salles-sur-Verdon
Les Salles-sur-Verdon is een Franse gemeente in het departement Var (regio Provence-Alpes-Côte d'Azur) en telt 202 inwoners (2004). De plaats maakt deel uit van het arrondissement Brignoles en ligt aan het meer van Sainte-Croix. Dit stuwmeer is de toegangspoort tot de Gorges du Verdon, waardoor toerisme een belangrijke inkomstenbron is voor Les Salles.

## Geschiedenis
Het huidige Les Salles-sur-Verdon bestaat pas sinds 1973, het jaar van de aanleg van het stuwmeer. Daarvoor lag Les Salles lag in het dal, maar het werd verplaatst naar een andere plek, zo'n 400 meter verder. Op de laatste dag werden de laatste 4 ton aan vruchten en andere koopwaar naar de markt van Riez gebracht om daar verkocht te worden.
Het oude dorp is, op de brug na, met de grond gelijk gemaakt. Er wordt soms verteld dat men de kerktoren (of de haan daarop) nog kan zien als het water niet zo hoog staat, maar dit is slechts een fabeltje.

## Geografie
De oppervlakte van Les Salles-sur-Verdon bedraagt 5,0 km², de bevolkingsdichtheid is 40,4 inwoners per km².
Enkele grote plaatsen in de buurt van zijn Moustiers-Sainte-Marie en Riez.
De onderstaande kaart toont de ligging van Les Salles-sur-Verdon met de belangrijkste infrastructuur en aangrenzende gemeenten.

## Demografie
Onderstaande figuur toont het verloop van het inwonertal (bron: INSEE-tellingen).